# مايك بارنت
مايك بارنت هو لاعب هوكي جليد كندي، ولد في 9 أكتوبر 1948 في Olds, Alberta ‏ في كندا.

## وصلات خارجية
- مايك بارنت على موقع HockeyDB.com (الإنجليزية)